# Hamza Kastrioti
Hamza Kastrioti (latin : Ameses Castriota; fl.) est un noble albanais du XVe siècle. Il était le neveu de George Kastrioti Skanderbeg. 

## Biographie
Probablement né en territoire ottoman, après la mort de son père, il est élevé par Skanderbeg, qui l'emmène dans ses expéditions militaires. Après la bataille de Niš, il abandonna les troupes ottomanes avec son oncle Skanderbeg, se convertit au christianisme et changea son nom en Branilo. Il soutint le soulèvement de Skanderbeg et fut le vice-capitaine des troupes de Skanderbeg lorsqu'ils capturèrent Kruja en 1443.
En 1448, les forces Skanderbeg sous le commandement de Hamza Kastrioti et Marin Spani occupent la ville fortifiée abandonnée de Baleč et la reconstruisent pendant que Skanderbeg commence sa guerre contre Venise. Hamza Kastrioti ne veut pas rester dans la forteresse et se rend à Drivast en quittant Marin Span avec 2 000 soldats à Baleč. Marin trouve la forteresse nouvellement reconstruite peu sûre d'elle et se retire avec ses soldats vers Dagnum dès qu'il est informé par son parent Peter Spani que les grandes forces vénitiennes se dirigent vers Baleč. Les forces vénitiennes reprennent Baleč, brûlent des parties en bois de la construction et détruisent les murs reconstruits de la forteresse.
Après le mariage de Skanderbeg et la naissance de son fils Gjon, Hamza Kastrioti perd tout espoir d'hériter de la principauté de Kastrioti. En 1457, il déserte au profit du sultan turc Mehmed II, se reconvertissant à l'islam et avec Isak-Beg, il est l'un des commandants des troupes ottomanes dans la bataille d'Ujebardha. Dans cette bataille, il est capturé par les forces de Skanderbeg et placé en détention à Naples pour trahison. Il est ensuite libéré et rejoint sa femme et ses enfants à Constantinople, et continue à servir dans les hauts rangs ottomans. Sa perte est considérée comme une tragédie par les Albanais. Il est l'un des généraux les plus brillants de Skanderbeg et est très populaire parmi les soldats pour ses manières, après Skanderbeg. Selon les historiens, avec lui, la Ligue de Lezha a perdu la chance de poursuivre ce que Skanderbeg avait commencé.